# Barcita expallida
Barcita expallida är en fjärilsart som beskrevs av Paul Dognin 1914. Barcita expallida ingår i släktet Barcita och familjen nattflyn. Inga underarter finns listade i Catalogue of Life.